# Pierrefonds (Oise)
Pierrefonds település Franciaországban, Oise megyében. Lakosainak száma 1888 fő (2022. január 1.). Pierrefonds Retheuil, Cuise-la-Motte, Morienval, Saint-Étienne-Roilaye, Saint-Jean-aux-Bois és Vieux-Moulin községekkel határos.

## Népesség
A település népességének változása:
| Lakosok száma | 1879 | 1840 | 2027 | 1808 | 1839 | 1833 | 1877 | 1882 | 1888 |
|               | 2013 | 2015 | 2016 | 2017 | 2018 | 2019 | 2020 | 2021 | 2022 |